# 侯正鵠
侯正鵠（1566年4月7日—？），字中鵠，山東兖州府郓城县人。明朝政治人物。

## 生平
侯正鵠早年出身國子生，以《詩經》中萬曆二十五年（1597年）山東鄉試舉人第二十五名，二十九年（1601年）辛丑科會試中式第二百三十一名，成三甲進士，初授太原府推官，用法平允，以風裁著聲。升户部主事，歷郎中，除漢中府知府，以疾回籍，卒于家。著有《亦詠草》、《交聲集》行于世。

## 家族
曾祖侯斌，祖父侯卿，父親侯譚，母親史氏。